# Brenta (Hohlmaß)

Solothurner Senn mit Melkschemel, Brente und Stock

Brenta, auch Brente, war ein Hohlmaß, das in Italien und der Schweiz gebräuchlich war. Vergleichbar war es mit dem deutschen Eimer.
In Freiburg und Solothurn entsprach ein Brenta = 34, in Turin = 49, in Bergamo = 55, in Mailand = 62 und in Rom = 154 Berliner Quart (= 1,145 Liter).
Die Maßketten waren in den jeweiligen Regionen sehr verschieden:
In Italien
- Alessandria und Turin
  - 1 Brenta = 6 Rubbi = 36 Pinten = 72 Boccali = 144 Quartini ~ 56,1 Liter
- Bergamo
  - 1 Brenta = 55 Quart ~ 63,0 Liter
- Mailand
  - 1 Brenta = 3 Stara = 6 Mine = 12 Quartari = 48 Pinten = 96 Boccali ~ 71,0 Liter
- Rom
  - 1 Brenta = 3 Barili = 66 Boccali = 264 Foglietti ~ 176,3 Liter
- Verona
  - 1 Brenta = 16 Basse

In der Schweiz
- Bern
  - 1 Brenta = 25 Maß = 100 Vierteli = 43,75 Liter
- Freiburg und Solothurn
  - 1 Brenta = 5 Stützen = 25 Maß ~ 38,9 Liter
- Tessin
  - 1 Brenta = 33 Pinten = 66 Pokale (Boccali)